# 宮城県田尻高等学校
宮城県田尻高等学校（みやぎけんたじりこうとうがっこう）とは、宮城県大崎市田尻にあった公立高等学校。2008年度（平成20年度）より昼夜間開講型の単位制高校「宮城県田尻さくら高等学校」に改編され、2009年度（平成21年度）末で田尻高校としての歴史に幕を閉じた。

## 概要
- 設置学科 全日制課程
  - 普通科
  - 商業科

校是は「誠実 規律 勤労」。
田尻さくら高校と併存した2年間、文化祭など学校活動は一緒に行なっていた。野球部等は合同チーム「田尻・田尻さくら」を組み出場していた。

## 進路
- 就職が約80%、進学約20%。
- 進学のほとんどが専門学校であり、4大や短大への進学は稀である。

## 沿革
- 1952年（昭和27年）
  - 4月1日 - 定時制の宮城県田尻高等学校として、田尻中学校の校舎を間借りして開校[1]。
  - 4月12日 - 開校式を挙行[1]。
- 1954年（昭和29年）5月3日 - 宮城県小牛田農林高等学校沼部分校・大貫分校を統合[1]。
- 1957年（昭和32年）
  - 3月10日 - 校旗・校歌披露式を挙行[1]。
  - 4月16日 - 新校舎へ移転[1]。
  - 7月17日 - 校舎落成式を挙行[1]。
- 1963年（昭和38年）
  - 4月1日 - 全日制に変更[1]。
  - 6月14日 - 教室棟を落成[1]。
- 1965年（昭和40年）7月1日 - 設置者を宮城県へ移管[1]。
- 1967年（昭和42年）9月1日 - 運動部室を落成[1]。
- 1969年（昭和44年）6月1日 - プールを落成[1]。
- 1970年（昭和45年）3月25日 - 商業科特別教室を落成[1]。
- 1971年（昭和46年）5月 - テニスコートを設置[1]。
- 1974年（昭和49年）3月10日 - 柔剣道場を落成[1]。
- 1981年（昭和56年）8月20日 - 管理棟を落成[1]。
- 1984年（昭和59年）9月5日 - 体育館落成記念式典を挙行[1]。
- 1989年（平成元年）4月 - 新制服を制定[1]。
- 2002年（平成14年）11月21日 - 雁翔会館（合宿所）を落成[1]。
- 2008年（平成20年）4月1日 - 生徒募集を停止（同一校舎に宮城県田尻さくら高等学校が開校）。
- 2010年（平成22年）
  - 3月1日 - 最後の卒業式と閉校式を挙行。
  - 3月31日 - 閉校。

## アクセス

### 鉄道
- 田尻駅（JR東日本・東北本線）より徒歩で約5分